# Morgan Lewis
Morgan Lewis, född 16 oktober 1754 i New York, död där 7 april 1844, var en amerikansk politiker (demokrat-republikan). Han var den fjärde guvernören i New York 1804-1807.
Fadern Francis Lewis var ledamot av kontinentala kongressen.
Han utexaminerades 1773 från College of New Jersey (numera Princeton University) och inledde sina studier i juridik på faderns inrådan. Juridikstudierna blev avbrutna på grund av Amerikanska revolutionen. Lewis deltog i nordamerikanska frihetskriget och slutförde juridikstudierna efter kriget.
Han var den fjärde justitieministern (New York State Attorney General) i delstaten New York 1791-1792 och därefter chefsdomare i delstatens högsta domstol.
Lewis County, New York har fått sitt namn efter Morgan Lewis.